# Marie Luise Becker

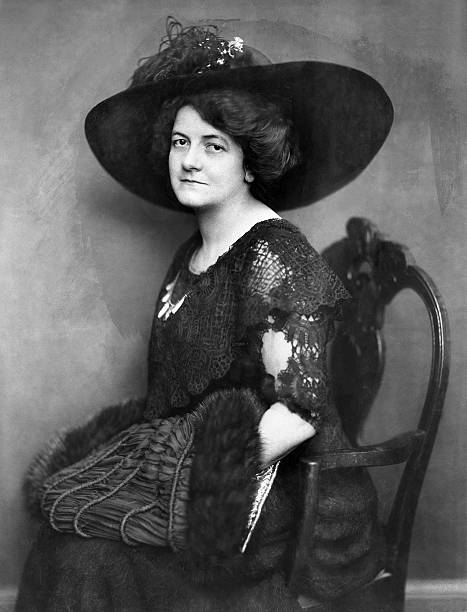
Marie Luise Becker mit Hut und Muff (1911)

Marie Luise Becker um 1905

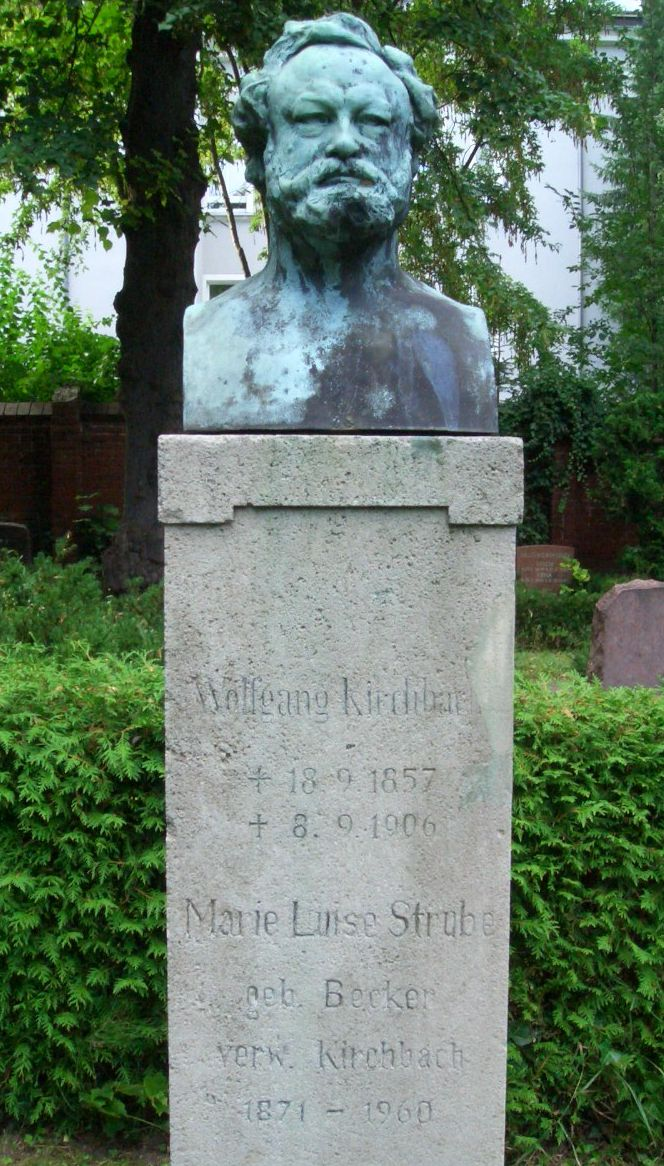
Grab Marie Luise Beckers auf dem Friedhof Lichterfelde

Marie Luise Julie Becker, verwitwete Kirchbach, geschiedene Strube (* 28. Dezember 1871 in Eberswalde; † 8. Januar 1960 in Berlin), war eine deutsche Schriftstellerin.

## Leben
Marie Luise Becker kam als Tochter des Kaufmanns und Ratsherrn Adolf Becker in Eberswalde zur Welt, der jedoch wie ihre Mutter Mathilde Auguste Marie Thieme früh verstarb. Ab 1889 lebte Becker im Haus ihres Onkels Ernst Scherenberg in Elberfeld. Sie ging nach Berlin, wo sie Philosophie und Archäologie studierte und anschließend in die Meisterklasse des Berliner Kunstgewerbemuseums aufgenommen wurde. Becker schloss sich in Berlin der Frauenbewegung an und schrieb in einer Selbsteinschätzung: „Die Frauenfragen haben mich nie müßig gefunden zu ‚bewußter Tat‘. Für politisches Polemisieren habe ich leider keine rechte Begabung und gar keine Geduld“. Im Jahr 1896 wurde sie Redakteurin bei der Illustrierten Frauen-Zeitung, für die sie Artikel unter anderem zu Mode und Kunstgeschichte verfasste. Während des Zweiten Burenkriegs war sie 2. Vorsitzende des „Frauenhilfsbundes für die Burenfrauen und -Kinder“. Es folgten Reisen nach Italien, Frankreich, Österreich und in die Schweiz. Im Jahr 1899 erschien Beckers erster Kinderliederband Im Wolken-Kuckucksheim. Vor allem der Erfolg ihres zweiten Gedichtbands Sonnenkinder (1901) und des ersten Romans Kanalkinder (1905) bewogen Becker, sich vorrangig dem Schreiben zuzuwenden.
Becker heiratete im Jahr 1904 den Schriftsteller Wolfgang Kirchbach. Das gemeinsame Berliner Haus wurde zu einem beliebten Treffpunkt der Wandervogelbewegung, wobei sich Becker vor allem um die Integration von Mädchen in die Bewegung einsetzte. Beckers Ehemann verstarb bereits im zweiten Ehejahr 1906. Becker gab 1910 gemeinsam mit Karl von Levetzow seinen Nachlass heraus.
Becker war nach dem Tod ihres Mannes als Kunst- und Theaterkorrespondentin in Paris tätig und verarbeitete ihre Erlebnisse in zahlreichen deutsch-national geprägten Romanen. Nach Ausbruch des Ersten Weltkriegs ging sie nach Deutschland zurück und war als Krankenschwester und Kriegsberichterstatterin unter anderem in Ungarn tätig. In zweiter Ehe vermählte sie sich 1917 mit dem Schuldirektor Paul Gerhard Strube und zog mit ihm von Berlin nach Remscheid und bald darauf nach Essen. Das Paar trennte sich 1934 und Becker ließ sich nun endgültig in Berlin nieder. Sie begrüßte den Nationalsozialismus, trat der Frauenschaft der NSDAP und der Reichsschrifttumskammer bei und schrieb im damaligen Zeitgeist wie zum Beispiel 1933 den Roman Frau hinter der Front, den sie ihrem Kriegskameraden Paul Strube, Hauptmann d. L., widmete. Ihr Roman Fritz Ullmanns Brautfahrt wurde 1940 unter dem Titel Herz geht vor Anker mit Gustav Fröhlich und Viktoria von Ballasko in den Hauptrollen von Joe Stöckel verfilmt. Einige Romane wurden auch international, darunter in Schweden und Frankreich, veröffentlicht.
Becker erkrankte in den 1940er-Jahren schwer, sodass sie nach 1941 kaum noch Werke verfasste. Ihre letzten Jahre lebte sie in einem Altersheim in Berlin-Schlachtensee, wo sie 1960 verstarb. Sie wurde auf dem Friedhof Lichterfelde als „Marie Luise Strube“ im Grab Wolfgang Kirchbachs beigesetzt. Ihr Nachlass wird von der Staatsbibliothek Berlin verwaltet.

## Werke

### Romane
- Kanalkinder. Roman. Krüger, Berlin 1905.
- Die Erben der Babette Niebenschütz. Roman. Reißner, Dresden 1909.
- Friedrich Wilhelm Karsten und seine Enkel. Reißner, Dresden 1910.
- Der eiserne Ring. Dresden, Reissner 1912.
- Die Kinder des Genies. Reißner, Dresden 1913.
- Der grüne Unterrock. Reißner, Dresden 1914.
- Fritz Ullmanns Brautfahrt. Reissner, Dresden 1917. (Neuauflage 1941 als Herz geht vor Anker!)
- Fritz Ullmanns Hochzeitsfahrt. Reißner, Dresden 1917. (Neuauflage 1941 als  Gefährliche Fahrt.)
- Das verschleuderte Erbe. Die Auslese, Weimar 1922.
- Brandherd Paris! Seyfert, Dresden 1926.
- Babette Niebenschütz am Schleitmühlenteich. Oestergaard, Berlin-Schöneberg 1927.
- Die Fliegerin. Enßlin & Laiblin, Reutlingen 1931.
- Frau hinter der Front. Schlieffen Berlin 1934.

### Weitere Publikationen
- In Wolken-Kuckucksheim. (Kinderlieder) 1899.[4]
- Sonnenkinder. Ein Lieder-Cyklus. Seemann, Leipzig 1901.
- Die Liebe im deutschen Märchen. Seemann, Leipzig 1901.
- Italien und ich. Reisebilder. Seemann, Leipzig 1902.
- Wolfgang Kirchbach in seiner Zeit. Briefwechsel und Essays aus dem Nachlaß. (Hrsg. mit Karl von Levetzow). Callwey, München 1910.
- Schlösser. Dichtungen. Reißner, Dresden 1911.
- Vom kleinen Mädchen. Concordia, Berlin 1914.
- Ein Beitrag zur Aufklärung der feindlichen Greuelberichte. Concordia, Berlin 1915.
- Der Wächter. Dramatisches Spiel. Vertriebsstelle des Verbandes Deutscher Bühnenschriftsteller, Berlin 1916.
- Erzählungen nach Dramen deutscher Klassiker zur Einführung in Lessing, Schiller, Goethe. (Mitwirkung). Dieterich, Leipzig 1904.
- Erdsegen. Ein Spiel zum Erntetag oder Johannistag. Strauch, Leipzig 1920.
- Bergische Märchen Nach alten Überlieferungen und nach Aufzeichnungen des Montanus erzählt. Niederrhein-Verlag, Solingen 1925.
- Gedichte. Beisswanger, Nürnberg 1931.
- Prinzessin Eselshaut. Ein Märchenspiel. Theaterverlag Langen/Müller, Berlin 1941.